# Xã Grant, Quận Lyon, Iowa
Xã Grant (tiếng Anh: Grant Township) là một xã thuộc quận Lyon, tiểu bang Iowa, Hoa Kỳ. Năm 2010, dân số của xã này là 262 người.